# إليزابيث ويندر
إليزابيث ويندر (بالإنجليزية: Elizabeth Winder)‏ (1981)؛ كاتِبة وشاعرة أمريكية.